# Håvard Blikra
Håvard Blikra (né le 2 novembre 1991 à Stavanger, est un coureur cycliste norvégien des années 2010.

## Biographie

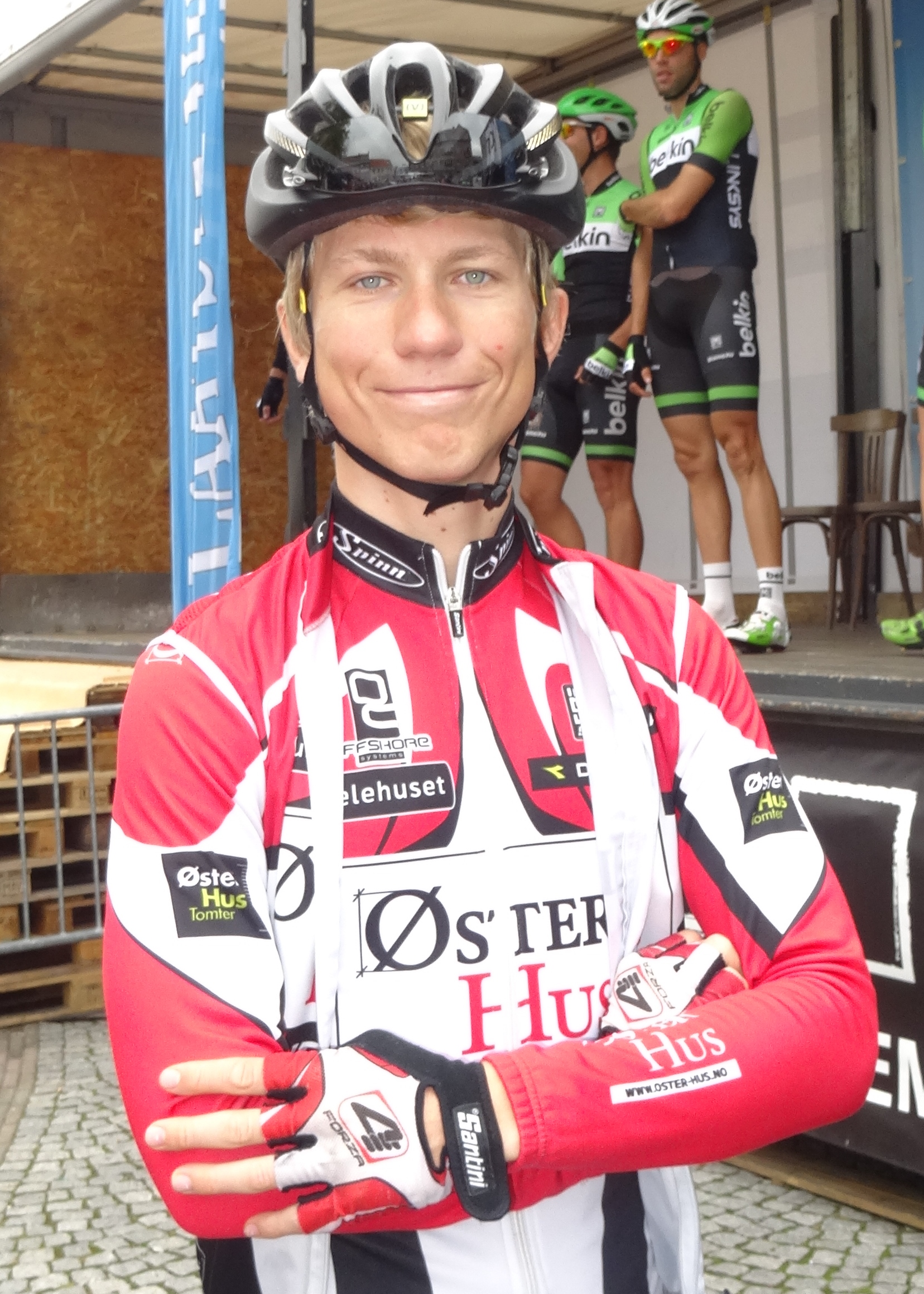
Håvard Blikra lors du départ de la Course des raisins 2014 à Huldenberg.

Håvard Jorbekk Blikra naît le 2 novembre 1991 à Stavanger.
Stagiaire chez Sparebanken Vest-Ridley d'août à décembre 2010, il est un membre à part entière de cette équipe à partir de 2011. Celle-ci change régulièrement de nom : Øster Hus-Ridley de 2012 à 2014 et Coop-Øster Hus en 2015. En 2014, il devient avec Fredrik Strand Galta et Sven Erik Bystrøm champion de Norvège de poursuite par équipes.
En 2015, Håvard Blikra remporte les 1re, 2e et 3e étapes, ainsi que le classement général de la Boucle de l'Artois. Il termine également 2e du Circuit des plages vendéennes et 3e de la Ster van Zwolle.
Il met un terme à sa carrière à l'issue de la saison 2017.

## Palmarès et classements mondiaux

### Palmarès sur route
- 2009
  - 2e étape du Ringerike Grand Prix juniors
- 2012
  -  Champion de Norvège du contre-la-montre par équipes
- 2013
  - Roserittet DNV Grand Prix :
    - Classement général
    - 2e étape
- 2014
  -  Champion de Norvège du contre-la-montre par équipes
  -  Champion de Norvège du critérium
- 2015
  - Boucle de l'Artois :
    - Classement général
    - 1re, 2e et 3e étapes

  - 2e du Circuit des plages vendéennes
  - 2e de Skive-Løbet
  - 2e du championnat de Norvège du contre-la-montre par équipes
  - 2e du championnat de Norvège du critérium
  - 3e de la Ster van Zwolle

### Classements mondiaux
| Année           | 2012 | 2013 | 2014 | 2015 | 2016 |
| --------------- | ---- | ---- | ---- | ---- | ---- |
| UCI Europe Tour | 561e | 938e | 500e | 262e | 672e |

### Palmarès sur piste
- 2014
  -  Champion de Norvège de poursuite par équipes (avec Fredrik Strand Galta et Sven Erik Bystrøm)